# 浅井政澄
浅井 政澄（あざい まさずみ）は、戦国時代の武将。浅井氏の家臣。

## 来歴
浅井氏庶流・浅井政信の子として誕生。浅井長政の宿老の1人として、仕えた。遠藤直経と共に六角氏攻めを進言している。
元亀元年（1570年）、姉川の戦いで浅井軍の第二陣を務めたが織田軍の武将・氏家卜全に討たれた。この戦で、3人の弟・政成、政重、政連共々戦死したという。なお、息子の政勝もその後、長政に仕え小谷城の戦いで討死した。享年20歳前後と伝わる。

## 登場作品
- 信長 KING OF ZIPANGU（1992年、演：岡崎二朗）